# 魏源故居
魏源故居位于中国湖南省邵阳市隆回县司门前镇学堂湾村。1794年4月，中国近代思想家魏源诞生在这里。

## 历史
魏源故居始建于清朝乾隆初年，是一座典型的江南民居，为一座两层的长方形四合院，纯木结构，坐西朝东，两正两横，院前有木结构槽门，四周有干打垒土围墙，总占地面积约2300平方米。
1983年被列为湖南省文物保护单位。1995年定为湖南省第一批爱国主义教育基地。1996年11月，魏源故居被国务院列为第四批全国重点文物保护单位。